# دبیرکل اینترپل
دبیرکل اینترپل، رئیس اداری و بالاترین مقام اینترپل است. این دفتر وظایف اداری را در دبیرخانه کل انجام می‌دهد و مسئول اجرای تصمیمات اتخاذ شده توسط مجمع عمومی و کمیته اجرایی است.
پست دبیرکلی اینترپل توسط کمیته اجرایی پیشنهاد می‌شود در حالی که مجمع عمومی مسئول انتصاب است. معمولاً برای یک دوره پنج ساله منصوب می‌شود و فقط یک بار می‌تواند مجدداً منصوب شود. نقش آن اساساً توسط مواد ۲۸ تا ۳۰ قانون اساسی تنظیم شده است. یک دبیرکل همچنین مسئول سیاست‌گذاری در چارچوب دبیرخانه کل است. این سازمان با روسای کشورهای عضو که در ادارات و سازمان‌های مربوطه مشغول به کار هستند، هماهنگی می‌کند.

## تاریخچه
دبیرکل در سال ۱۹۳۲ طبق ماده ۵ ایجاد شد. پیش از تأسیس، این سازمان به جای دبیرکل، توسط یک دبیر اداره می‌شد. اسکار درسلر اولین دبیر اینترپل شد و بعداً پس از ایجاد این پست در سال ۱۹۳۲ به عنوان دبیرکل منصوب شد. درسلر از سال ۱۹۳۲ تا ۱۹۴۶ به عنوان دبیرکل این سازمان خدمت کرد. والدسی اورکیزا از برزیل، که در ۲۵ ژوئن ۲۰۲۴ توسط کمیته اجرایی به عنوان جانشین یورگن استاک منصوب شد، اولین فرد غیراروپایی/آمریکایی است که به رهبری این سازمان منصوب شده است.

## فهرست صاحبان‌منصب
دبیرکل‌ها از زمان تأسیس سازمان در سال ۱۹۲۳:
| ردیف | پرتره | نام (زادهٔ–مرگ)             | دوران تصدی     | دوران تصدی    | دوران تصدی    | کشور                |
| ردیف | پرتره | نام (زادهٔ–مرگ)             | آغاز تصدی      | پایان تصدی    | مدت تصدی      | کشور                |
| ---- | ----- | -------------------------- | -------------- | ------------- | ------------- | ------------------- |
| ۱    |       | اسکار درسلر (۱۸۷۸–۱۹۵۹)    | ۷ سپتامبر ۱۹۲۳ | ژوئن ۱۹۴۶     | ۲۲ سال، ۷ ماه | اتریش               |
| ۲    |       | لویی دوکلو (۱۸۸۳–۱۹۵۶)     | ژوئن ۱۹۴۶      | ژوئن ۱۹۵۱     | ۵ سال         | فرانسه              |
| ۳    |       | مارسل سیکو (۱۸۹۸–۱۹۸۱)     | ژوئن ۱۹۵۱      | اوت ۱۹۶۳      | ۱۲ سال، ۲ ماه | فرانسه              |
| ۴    |       | ژان نپوت (۱۹۱۵–۱۹۸۶)       | اوت ۱۹۶۳       | ۲۶ اکتبر ۱۹۷۸ | ۱۵ سال، ۲ ماه | فرانسه              |
| ۵    |       | آندره بوسار (زادهٔ ۱۹۲۶)    | اکتبر ۱۹۷۸     | اکتبر ۱۹۸۵    | ۷ سال         | فرانسه              |
| ۶    |       | ریموند کندال (زادهٔ ۱۹۳۳)   | اکتبر ۱۹۸۵     | ۲ اکتبر ۲۰۰۰  | ۱۵ سال        | بریتانیا            |
| ۷    |       | رونالد نوبل (زادهٔ ۱۹۵۶)    | ۳ نوامبر ۲۰۰۰  | ۷ نوامبر ۲۰۱۴ | ۱۴ سال، ۴ روز | ایالات متحده آمریکا |
| ۸    |       | یورگن استوک (زادهٔ ۱۹۵۹)    | ۷ نوامبر ۲۰۱۴  | ۷ نوامبر ۲۰۲۴ | ۱۰ سال، ۰ روز | آلمان               |
| ۹    |       | والدسی اورکیزا (زادهٔ ۱۹۸۱) | ۷ نوامبر ۲۰۲۴  | متصدی         | ۱۸۸ روز       | برزیل               |

## برای مطالعهٔ بیشتر
- "Interpol to hold general assembly in India in 2022". The Economic Times. 2019-10-18. Retrieved 2022-02-06.